# هينريتش إسر
هينريتش إسر (بالألمانية: Heinrich Esser)‏ هو موزع وملحن ألماني، ولد في 15 يوليو 1818 في مانهايم في ألمانيا، وتوفي في 3 يونيو 1872 في سالزبورغ في النمسا.

## وصلات خارجية
- هينريتش إسر على موقع ميوزك برينز (الإنجليزية)